# エドワード・エドワーズ
エドワード・エドワーズ（Edward Edwards、1742年-1815年）はイギリス海軍の提督。反乱を起こした軍艦「バウンティ」の捜索のために海軍本部が南太平洋に派遣した軍艦「パンドラ」の艦長として知られる。

## 経歴
軍艦「バウンティ」の士官候補生だったトマス・ヘイワードの助けを借りて、エドワーズは反逆者のうちの数名を見つけることに成功したが、「パンドラ」はイギリスへの帰路、遭難して失われた。エドワーズと部下の士官たちは軍艦「ヘクター」で行われた軍法会議において無罪となった。しかしエドワーズ艦長はその後二度と遠洋航海の命令を受けることはなかった。エドワーズは2、3年『管理艦長（'regulating' captain）』（徴兵官）としてアーガイルとハルで勤務したあと、自ら申し出て（といっても回避できない形で）半給休職の身となった。そして1809年に中将に昇進し、最終的には白色艦隊提督としてその経歴を終えた。これはイギリス海軍の士官としては3番目に高い位である。エドワーズは1815年に73歳で亡くなり、ウォーター・ニュートン（スタンフォード近郊のハンティンドンシャーの村）にある聖レミギウス教会に葬られた。
エドワーズの評判と品格はヘイウッド一族によって徹底的に貶められた。彼らは、「バウンティ」の乗員で反乱に加わった士官候補生ピーター・ヘイウッドに対して加えられた極めて過酷な処置について、その親族としてエドワーズを許すことができなかった。それでもエドワーズには、かつて彼の下で勤務した士官の中に忠実な支援者がおり、また、姪によって、ウォーター・ニュートン近郊の田舎道を散歩している「穏やかな老人」としての回想も記録されている。「リンカーン・スタンフォード・アンド・ラトランド・マーキュリー」紙の1815年4月21日の死亡記事によると、エドワーズは「パンドラ」を失った後の、ティモール島までの無蓋ボートでの耐え難い航海のことを、終生苦しみ続けたという。

## 伝説
姪の回想にもかかわらず、「パンドラ」でのエドワーズの行いは、大衆小説が（不当にも）「バウンティ」上で艦長ウィリアム・ブライが行ったとする虐待と同等に容赦のないものであったとみなされている。捕虜たちのうち4人はすでにブライの証言によって無罪が確認されていたにもかかわらず、エドワーズは、全員が有罪判決を下されたかのように狭い場所に監禁した（その4人はポーツマスでの軍法会議で無罪の判決を受けた）。「パンドラ」がグレート・バリア・リーフで遭難したとき、4人の捕虜と31人の乗員が死亡した。エドワーズは、捕虜への待遇が極端に厳しいものであったとして訴えられた。それは例えば、砂岩礁の上で日に焼かれるのを防ぐために帆を日除けに使うことを許さなかったり、彼ら全員を一からげにして反逆者ないし海賊として扱ったりしたことである。特に彼の部下の一人であるジョン・ラーケン海尉（1746年-1830年）は捕虜に対して残忍だったと言われている。捕虜のうちの6人が反乱について有罪判決を受けたが、処刑されたのはわずか3人だった。1人は法律の専門的事情から無罪となり、残りの2人（ヘイウッドはこれに含まれる）は国王の恩赦を受けた。